# Тинна
Ти́нна — село в Україні, в Новодунаєвецькій селищній територіальній громаді Кам'янець-Подільського району Хмельницької області.

## Географія

### Розташування
Тинна розташоване на південних відрогах Волино–Подільської височини. Та місцевість являє собою погорбовану хвилясту рівнину, в окремих місцях перерізану пересохлими річковими руслами і балками. Загальна площа території Тинни становить 20,5 км².
Тинна межує з такими селами: на заході з Малий Карабчіїв, на сході з Терновою, на півночі з Малою Тернівкою, на півдні з Лисогіркою. Найближча від Тинни залізнична станція знаходиться на відстані 9 км.

### Клімат
Клімат в Тинні помірно континентальний. Середньомісячна температура січня -6,5 °С,
липня +24 °С. Середня тривалість без морозного періоду становить 125 днів на рік.

### Водойми
На захід від Тинни, на відстані 11 км тече Смотрич, притока р. Дністер. Через Тинну протікає невеличка річка, права притока Тернавки, яка впадає у неї в селі Тернова. На західній околиці Тинни знаходиться урочище «Кринички», звідкіля витікає не великий струмок, що живить два ставки.

### Ґрунти
Ґрунт в Тинні — звичайний чорнозем, лише в урочищі «На зрубі» опідзолений.

### Природна зона
Тинна знаходиться в зоні лісостепу.

### Рослинний світ
На південь від Тинни знаходиться лісовий масив площею 400 га. Цей ліс складають переважно листяні породи: дуб, граб, ясен, липа, клен. З ними ростуть і кущі шипшини, ліщини, бузини, глоду. В цьому лісі та в околицях Тинни зустрічається чимало лікарських і медоносних рослин. Різних видів рослин тут нараховується кілька сотень. Найпоширенішим деревом в Тинні є біла акація.

### Тваринний світ
Серед найпоширеніших птахів в Тинні та її околицях трапляються такі: ворона сіра, грак, сорока, сова, шпак, голуб, яструб, дятел та інші.

## Минувшина
Порівняно невелике українське село Тинни, яке розкинулось обабіч старого Подільського шляху, що вів від Проскурова до Кам'янець-Подільського, багате історичним минулим. Столітні липи, вздовж цього шляху, є німими свідками бурхливих історичних подій. За давніми переказами, під однією з них на відпочинок зупинявся сам Богдан Хмельницький зі своїм товариством, визволяючи Поділля від польської шляхти. Вздовж них гримів своїми кайданами народний месник Устим Кармелюк, їдучи на заслання у Сибір, і проїздив Тарас Шевченко, а також багато інших видатних і знаменитих людей, які побували у Тинні.
Кінець XIV — початок XV століття — ймовірний час заснування Тинни.
1607 рік — перша відома згадка у костельному архіві. Тинна разом з селами Тернова, Тарнавка та Томашів згадується там, як спадок подільського ловчого Томаша Гумецького. До того часу протягом 200 років це були королівські землі. Будучи тоді немалим містечком, що лежало на обох берегах річки Тернавки, Тинна була відомою завдяки своїм ярмаркам.
У 1736 році після смерті подільського воєводи Стефана Гумецького, Тинна перейшла у власність його сина Ігнація, коронного стольника.
Селяни були звільнені від кріпосного права в 1861 році. На честь цієї події в багатьох селах Поділля на в'їздах встановлювали пам'ятні фігури, такі збереглись в селах: Нігин, Черче. Ця традиція помаленьку відновлюється, встановлюються статуї Божої Матері чи інші фігури.
1863 року селяни втрачають можливість користуватись рідною мовою, видано таємне розпорядження — Валуєвський циркуляр, що наказував призупинити видання значної частини книг, написаних українською мовою, а згодом доповнено Емським указом.
Внаслідок поразки Перших визвольних змагань на початку XX століття, село надовго окуповане російсько-більшовицькими загарбниками.
Радянська окупація принесла колективізацію та розкуркулення, мешканці села зазнали репресій. Багатьох частинах Поділля відбувались масові селянські повстання, проти радянської влади.
Під час Голодомору 1932—1933 років померло щонайменше 43 жителі села.
По закінченню Другої світової війни у 1946—1947 роках мешканці села вчергове пережили голод.
З 1991 року в складі незалежної України.
13 серпня 2015 року шляхом об'єднання сільських рад, село увійшло до складу Новодунаєвецької селищної громади. Об'єднання в громаду має створити умови для формування ефективної і відповідальної місцевої влади, яка зможе забезпечити комфортне та безпечне середовище для проживання людей.
17 липня 2020 року, в результаті адміністративно-територіальної реформи та ліквідації Дунаєвецького району, село увійшло до складу Кам'янець-Подільського району.

### Про костел

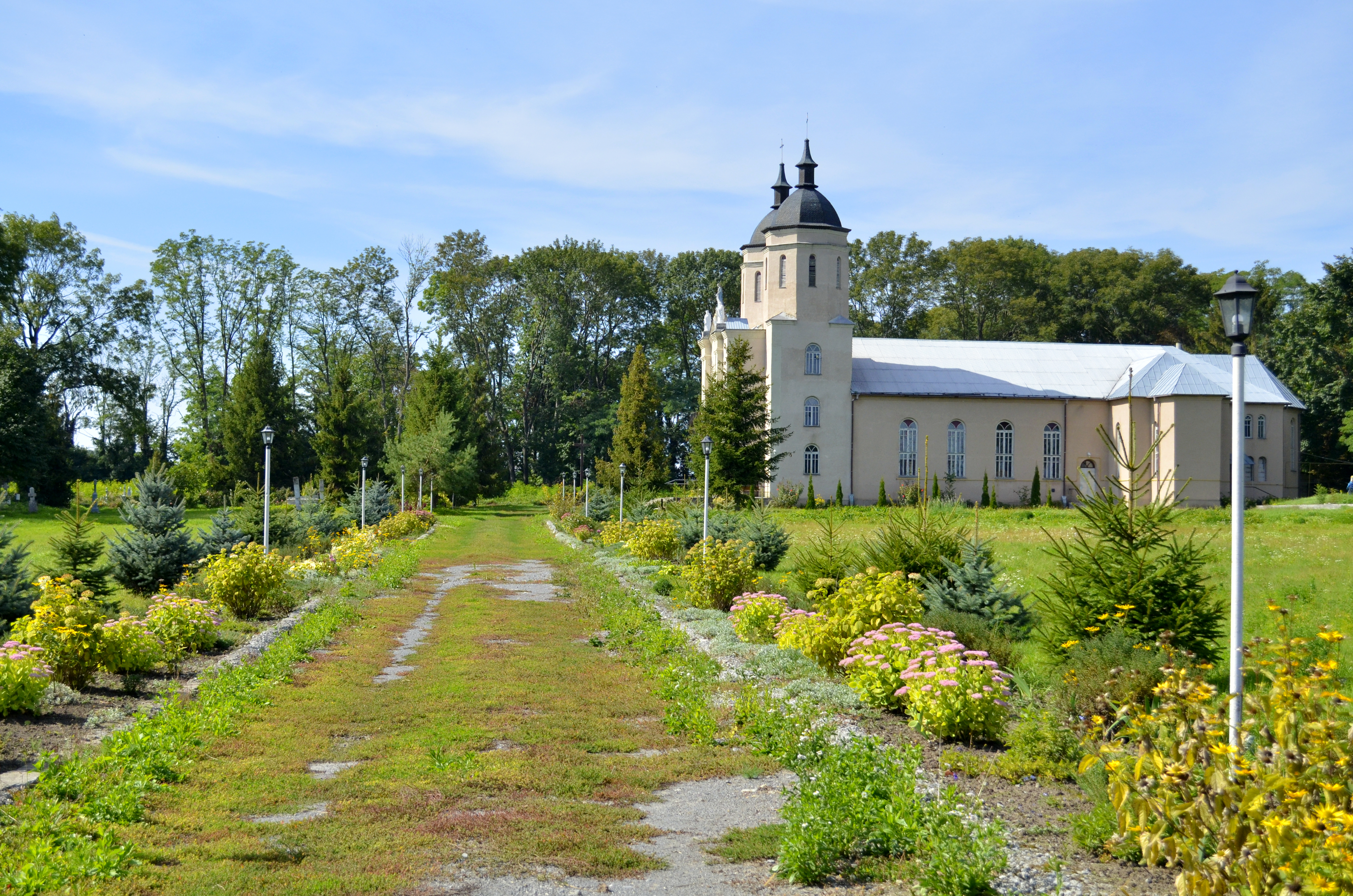
Костел Успіння Пресвятої Діви Марії

Близько 1590-го року коштами Томаша Гумецького зводиться новий мурований храм. Точне місце розташування цього першого дерев'яного костелу св. Катерини в Тинні нині не відоме.
Початок XVII ст. — папа Урбан VIII видав привілей місцевому костелу, з відпустом на всі марійні (присвячені діві Марії) свята. В цьому документі храм називають ecclesia primae fundationis ловчого Гумецького.
У 1706 році костел, який був вже зовсім у руїні, зруйнували до фундаменту, на якому його відновлено Катериною та подільським воєводою Стефаном Гумецькими.
1717 рік, 10 листопада кам'янецький єпископ РКЦ Стефан Рупнєвський храм освячує, про що свідчить меморіальний камінь з написом, який прикрашав колись захристію.
Після 1736 року будівництво нового костелу, виконуючи останню волю батька, розпочав Ігнацій Гумецький. Процес зведення храму завершила вже його вдова, Тереза.
Колись у костелі було 9 вівтарів, головний прикрашав славетний дерев'яний образ Богородиці. Був тут і гарний різьблений образ вознесіння Марії.
У 1956 році костел у Тинні зруйновано і відбудовано на тому ж місті у 90-ті.
Нині храм стоїть на невеликому горбку, він прямокутний у плані. Раніше його фасад прикрашали скульптури святих Ігнація та Терези, діви Марії, Петра та Павла, та до нашого часу ці скульптури не збереглись.

### Образ Богородиці

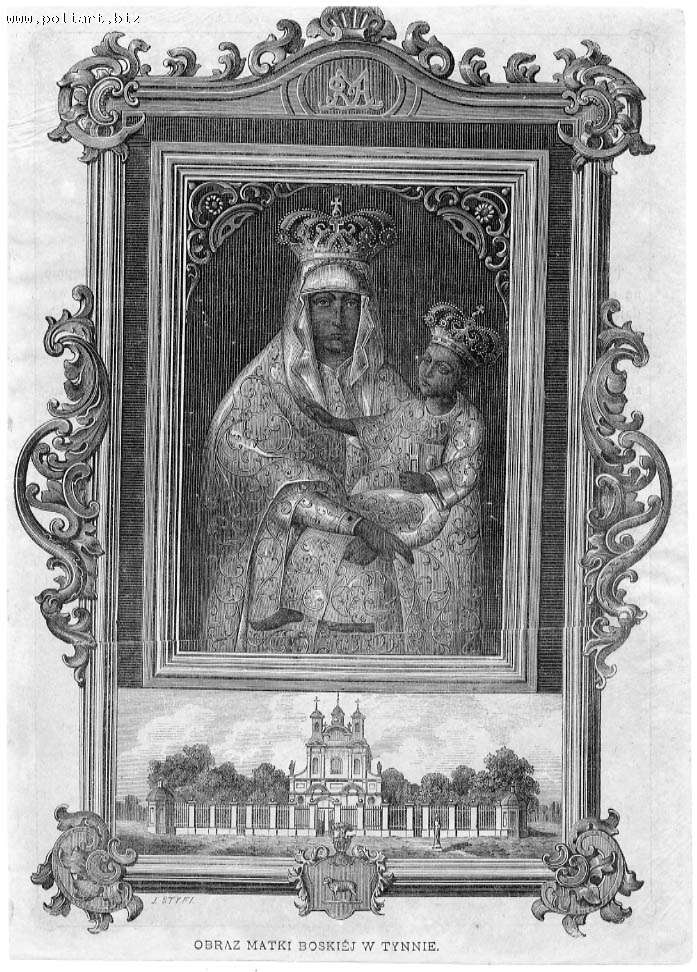

Можливо, від Гумецького костел у Тинні отримав у дарунок образ Богородиці, який прославився багатьма дивами.
У 1656 році татари пограбували містечко та костел, а чудодійний образ розітнули палашем над лівим оком Марії, пошрамувавши обличчя Богородиці.
У 1672 році на початку турецької навали, образ Богородиці перенесено у Кам'янецьку Катедру. Після здачі Кам'янця туркам, пані Гумецька перевезла образ до Львова.
У 1730 році, образ Богородиці повернули у Тинну.
У 1734 році тинська святиня пережила напад волохів та циган.
1743 рік, 2 липня поклонитися образу Богородиці в Тинну прийшло 30 000 вірних.

### Останні володарі
Катерина Гумецька одружилася вдруге з подільським воєводою — Бернардом Годзьким, і від цього шлюбу народила ще одну дочку, теж Катерину, яка також була двічі одружена. Її другим чоловіком був принц Кароль (Шарль) де Нассау-Зіген. Не маючи нащадків в Тинні від цього шлюбу, він відписав Тинну у спадок Гречинці Екомон, пізніше — Бутягіновій, а вже від її дочки Тинна відійшла до Потоцьких.

## Населення
Загальна кількість населення, що проживає в Тинні, за останнім переписом 2001 року, становить 734 особи, за національністю переважна більшість — українці.
Згідно перепису 2015 року селі проживало 675 осіб.

### Мова
У селі поширені західноподільська говірка та південноподільська говірка, що відносяться до подільського говору, який належить до південно-західного наріччя.
100 % населення вказало своєю рідною мовою українську мову за даними перепису 2001 року.

## Релігія
- Церква Різдва Богородиці, 1869 рік
- Костел Внебовзяття Пресвятої Діви Марії (РКЦ). Польський цвинтар.

## Особистості
У 1808 році в Тинні помер і похований Шарль Анрі Насау-Зіген, флотоводець Катерини ІІ.
- Ігнатенко Микола Андрійович. Літературознавець. Доктор філологічних наук. Родом (16.05.1939) з с. Калинки, тепер Тинна Дунаєвецького району Хмельницької області. Після закінчення в 1961 році філологічного факультету Чернівецького держуніверситету вчителював, був кореспондентом Чернівецького обласного радіо, працював у районних газетах. З 1972 р. — науковий співробітник Інституту літератури ім. Т. Г. Шевченка. Автор книг з питань теорії літератури та історії художньої культури «Читач як учасник літературного процесу», «Генезис сучасного наукового мислення» та низки статей у колективних збірниках і розділів у монографіях. М. І. Ігнатенко переклав з німецької мови романи «Брати-віталійці» В. Бределя, «Загибель воїнів –ягуарів» В. Мейнка, окремі поезії В. Гете; з румунської — повісті «Щасливий млин» і «Скарб» І. Славича, новели Х.Зінке, ряд віршів М. Емінеску. Загинув за нез'ясованих обставин. Юхим Гусар.

## Галерея

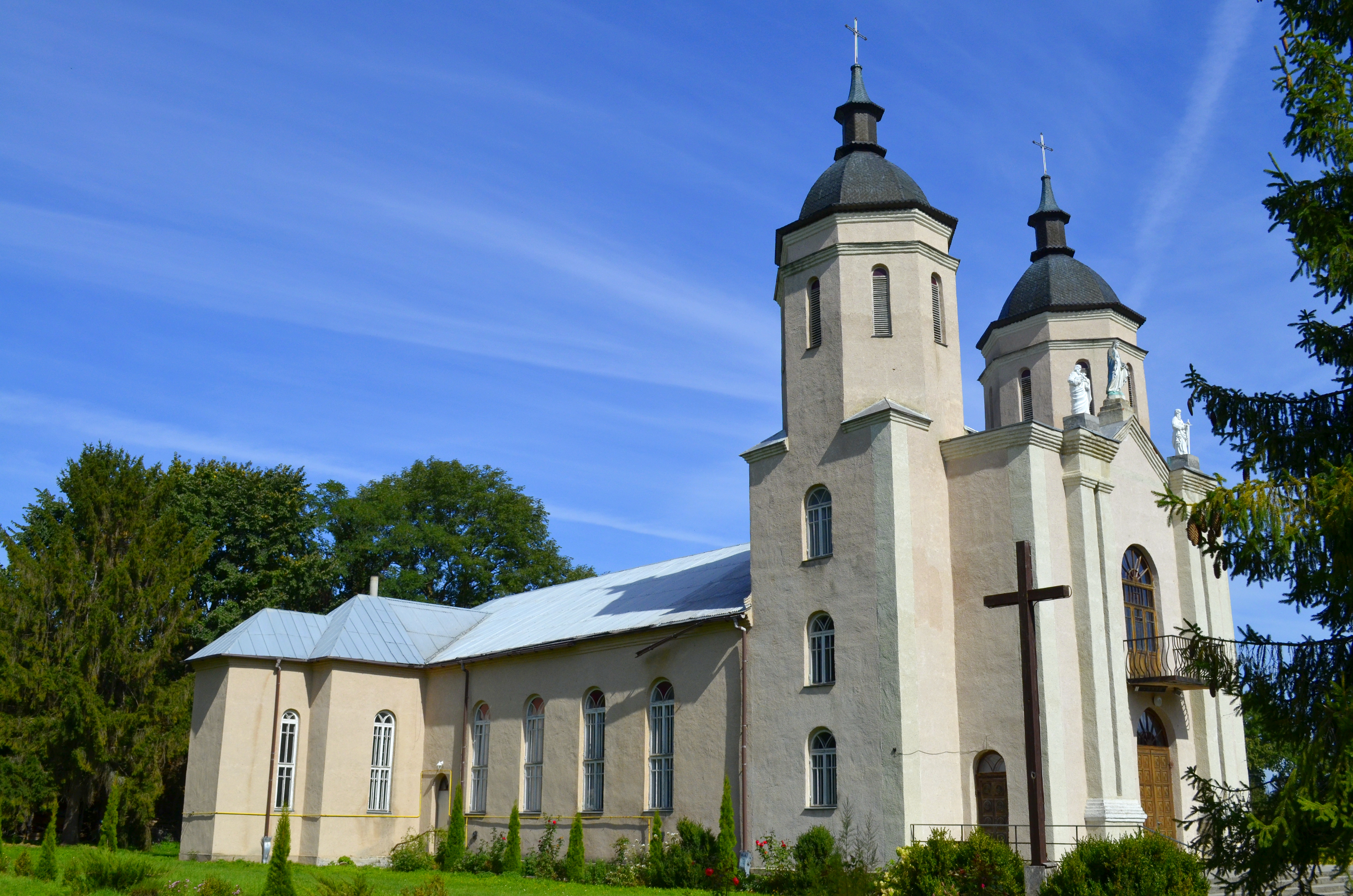
Католицький костел Успіння Пресвятої Діви Марії
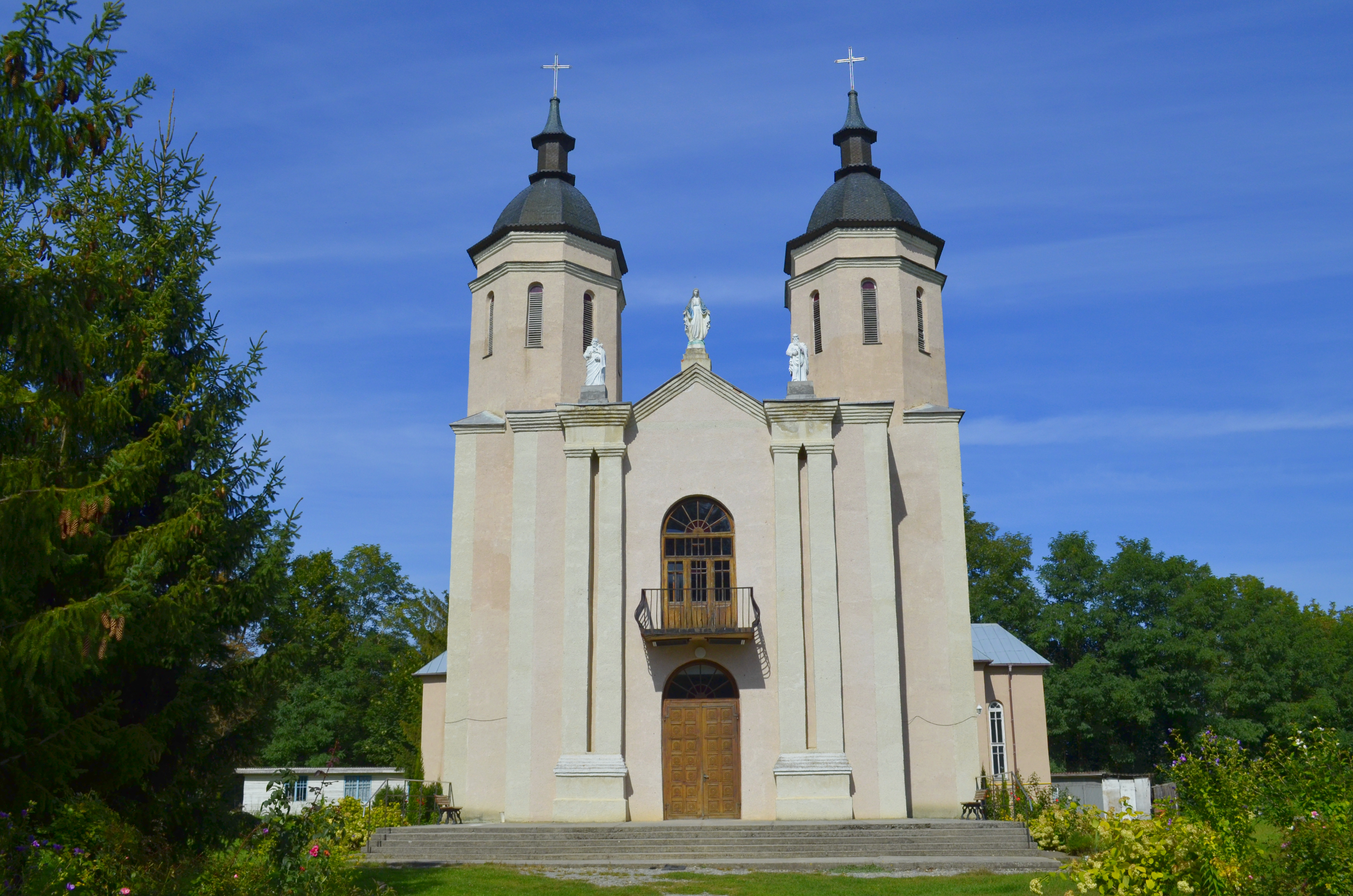
Вхід до старого храму католицький
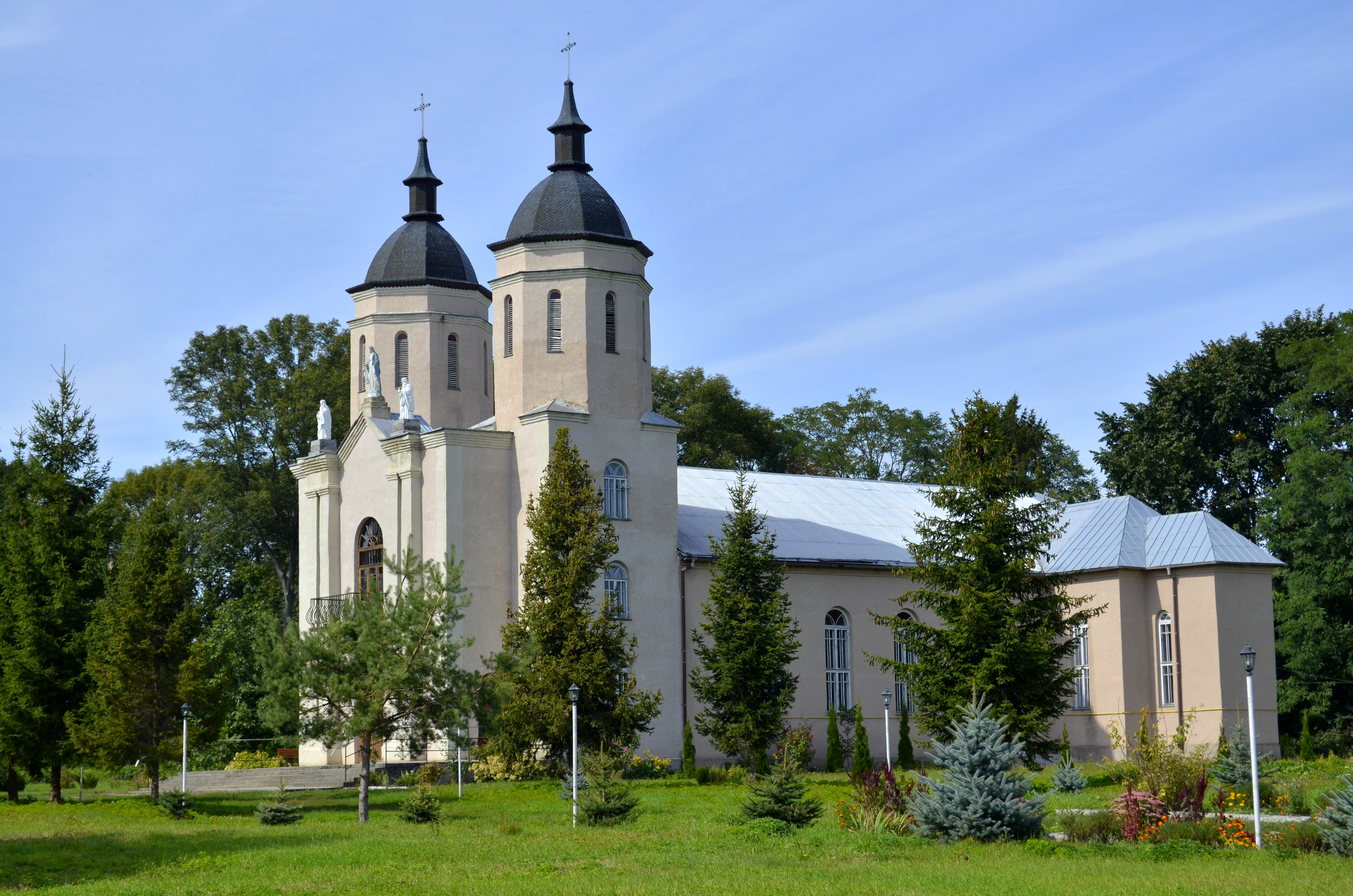
В храмі зберігається ікона Матері Божої Тиннянської
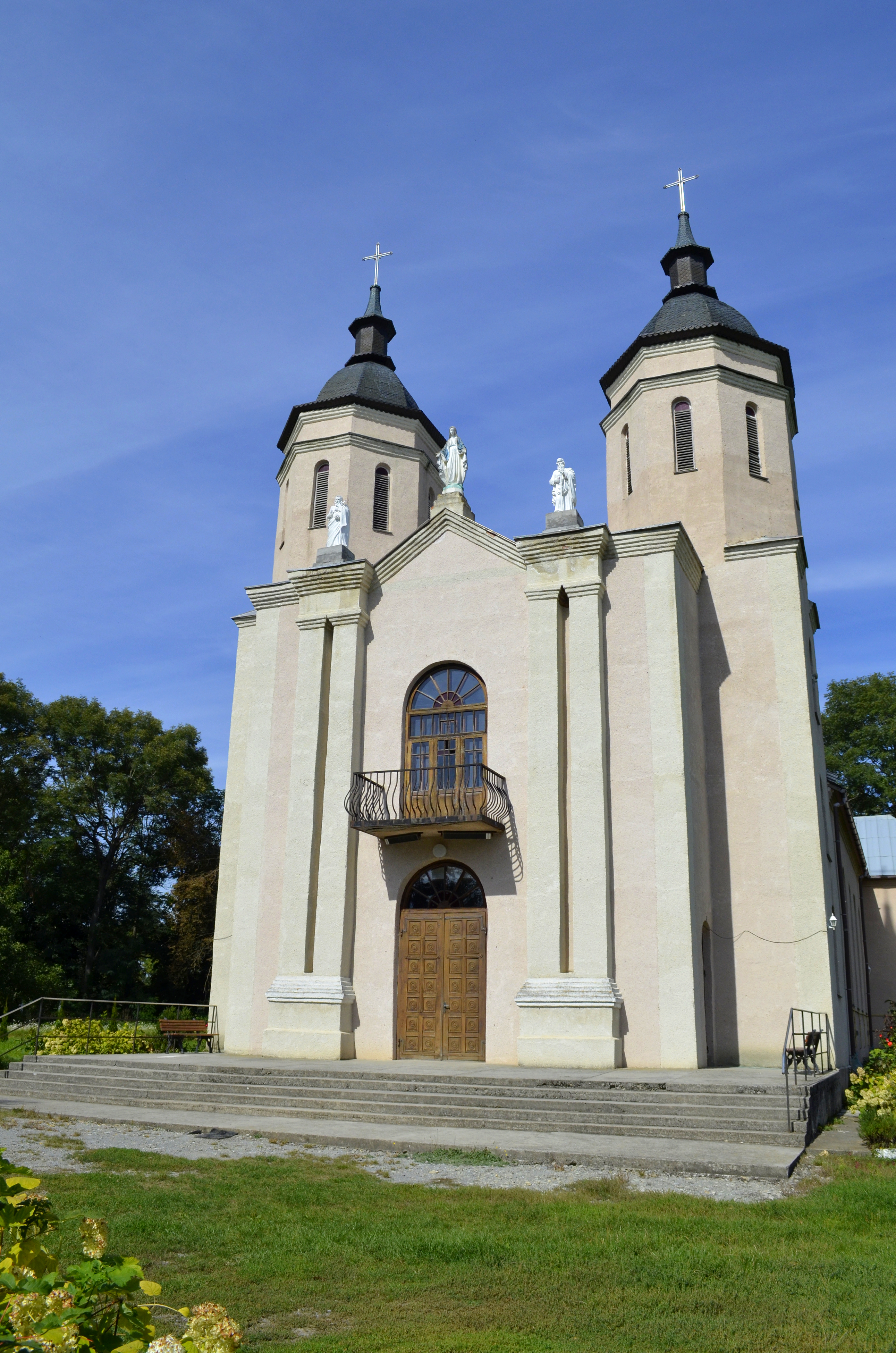
Костел Успіння Пресвятої Діви Марії вхід
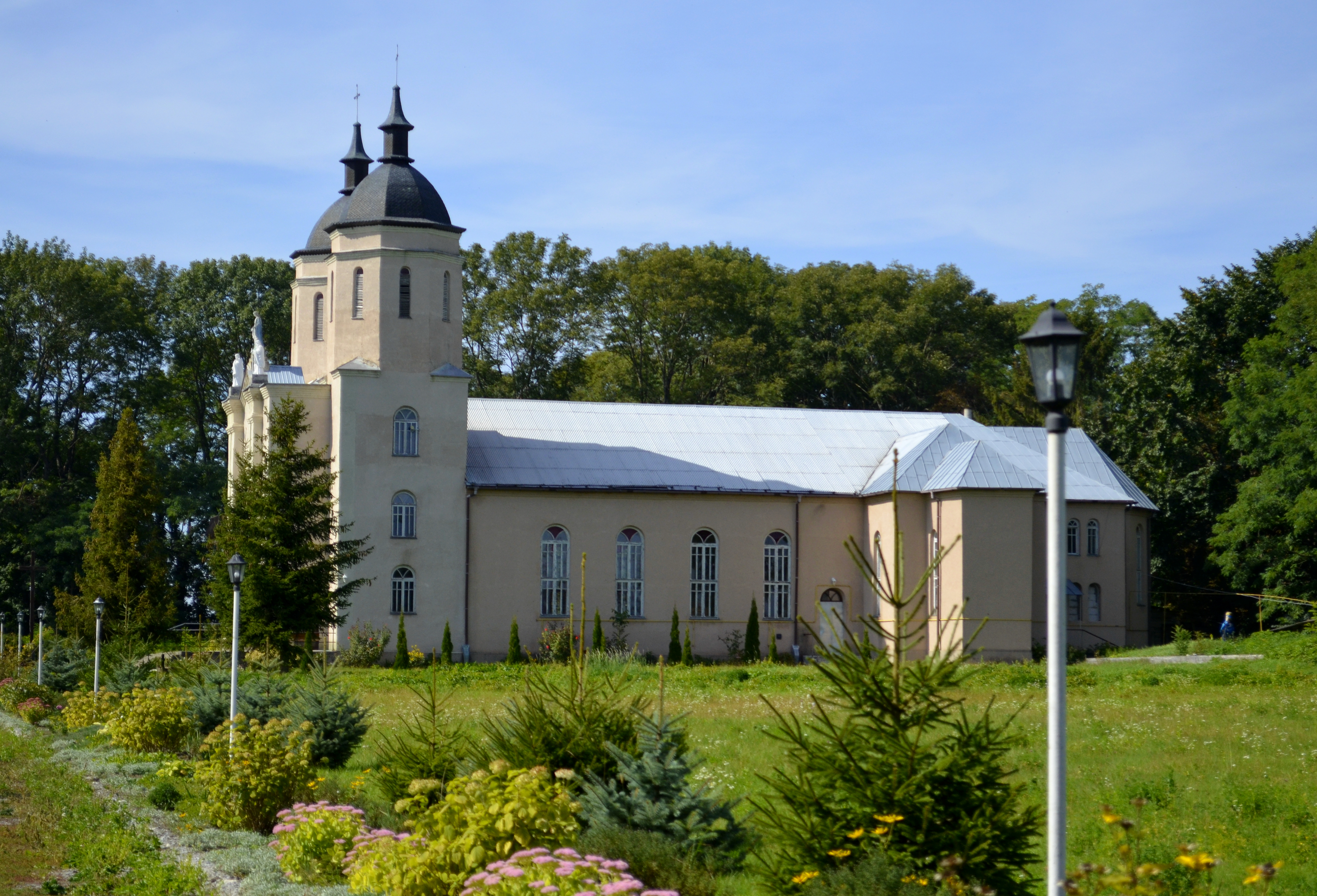
Костел Успіння Пресвятої Діви Марії вид з боку
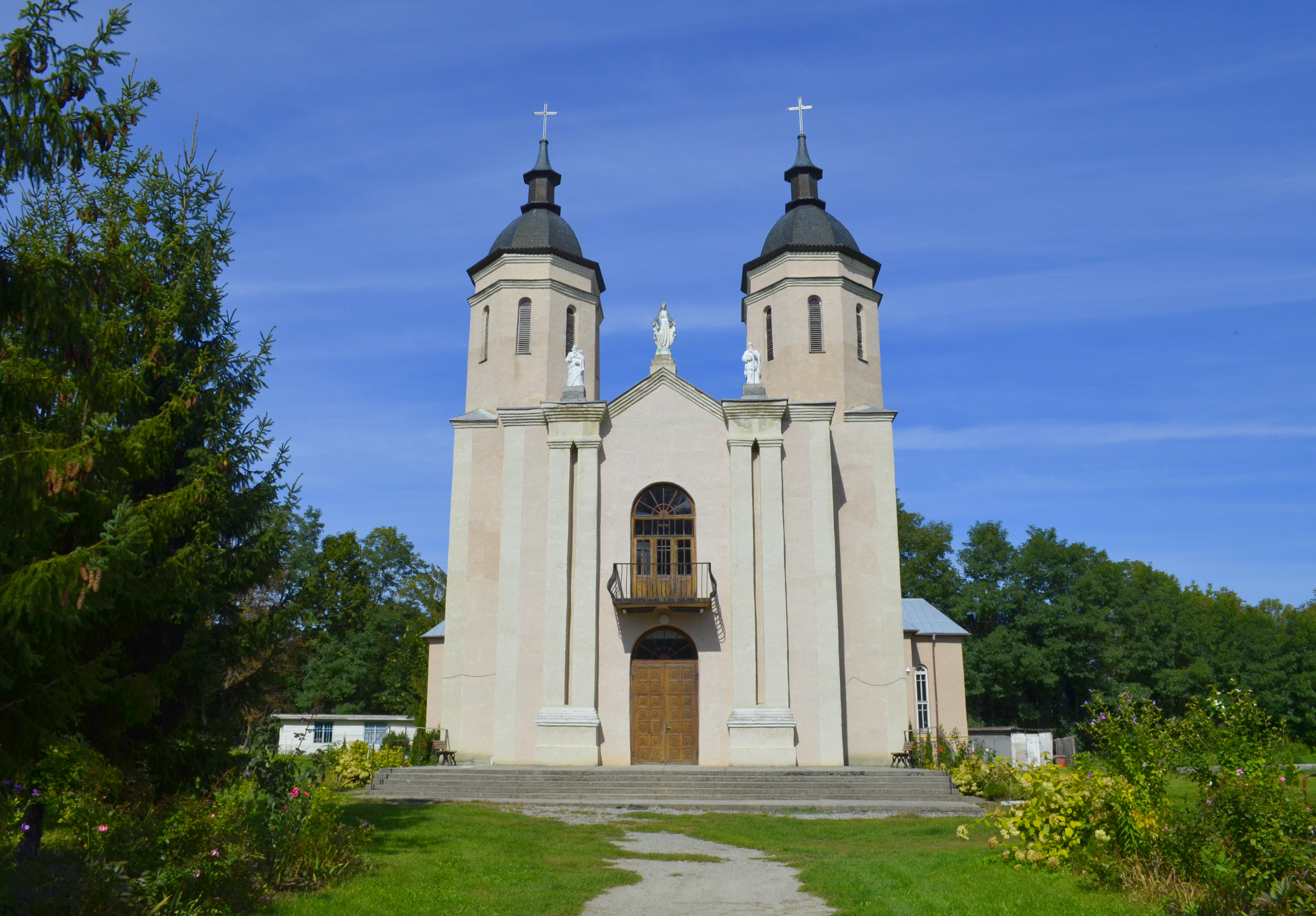
Краса величного храму Пресвятої Діви Марії
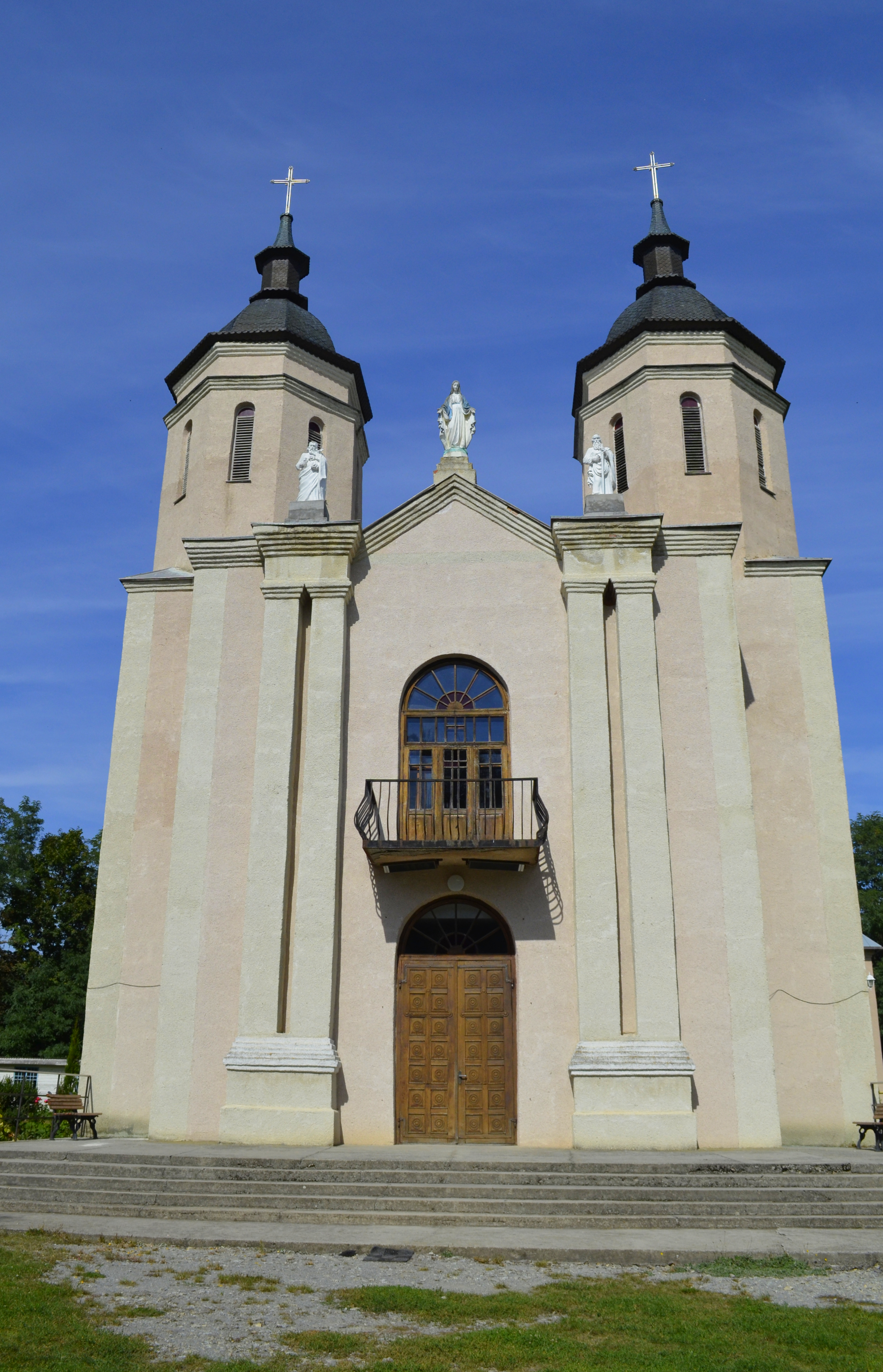
Центральний вхід
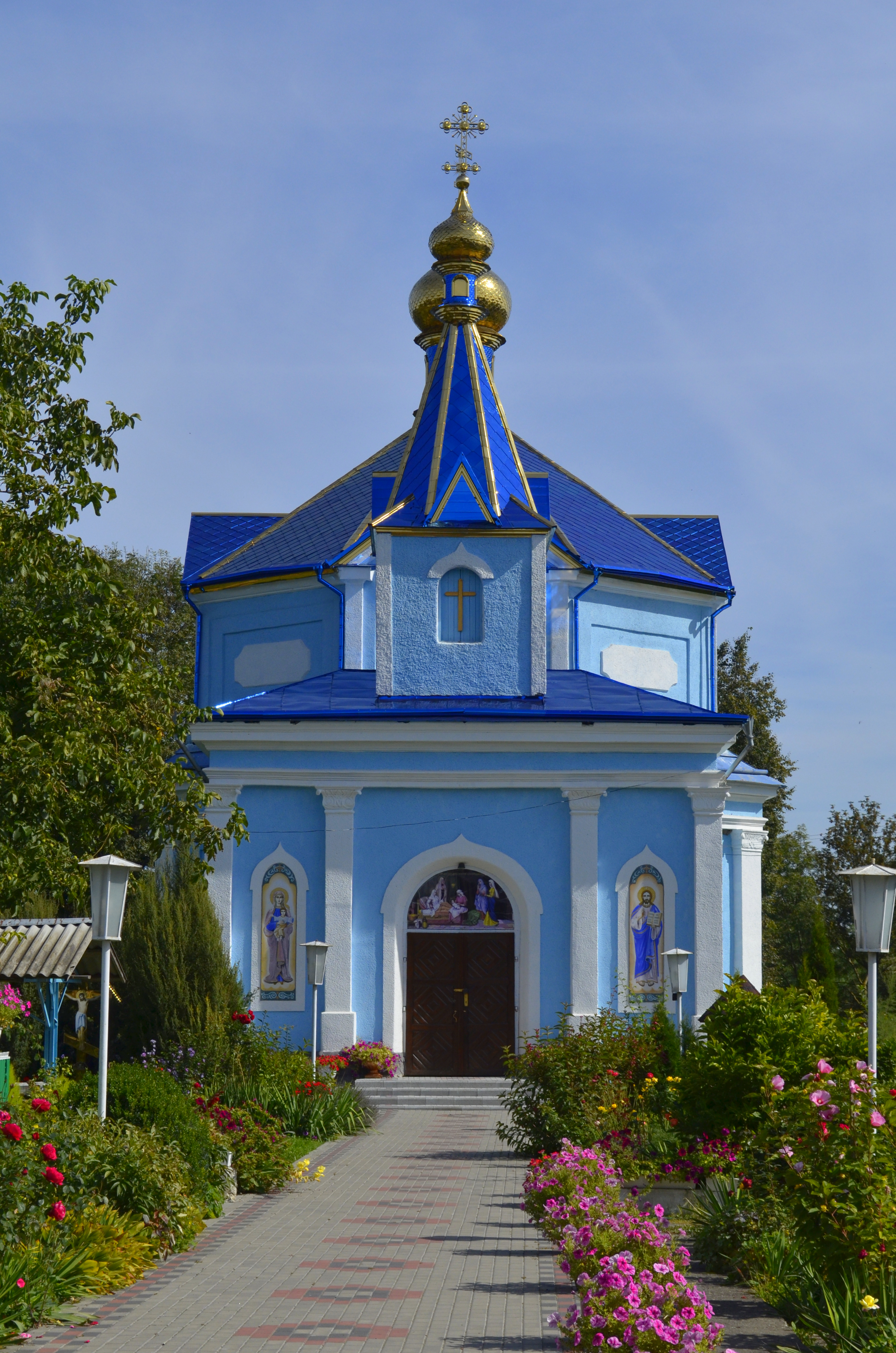
Православна Різдво-Богородицька церква
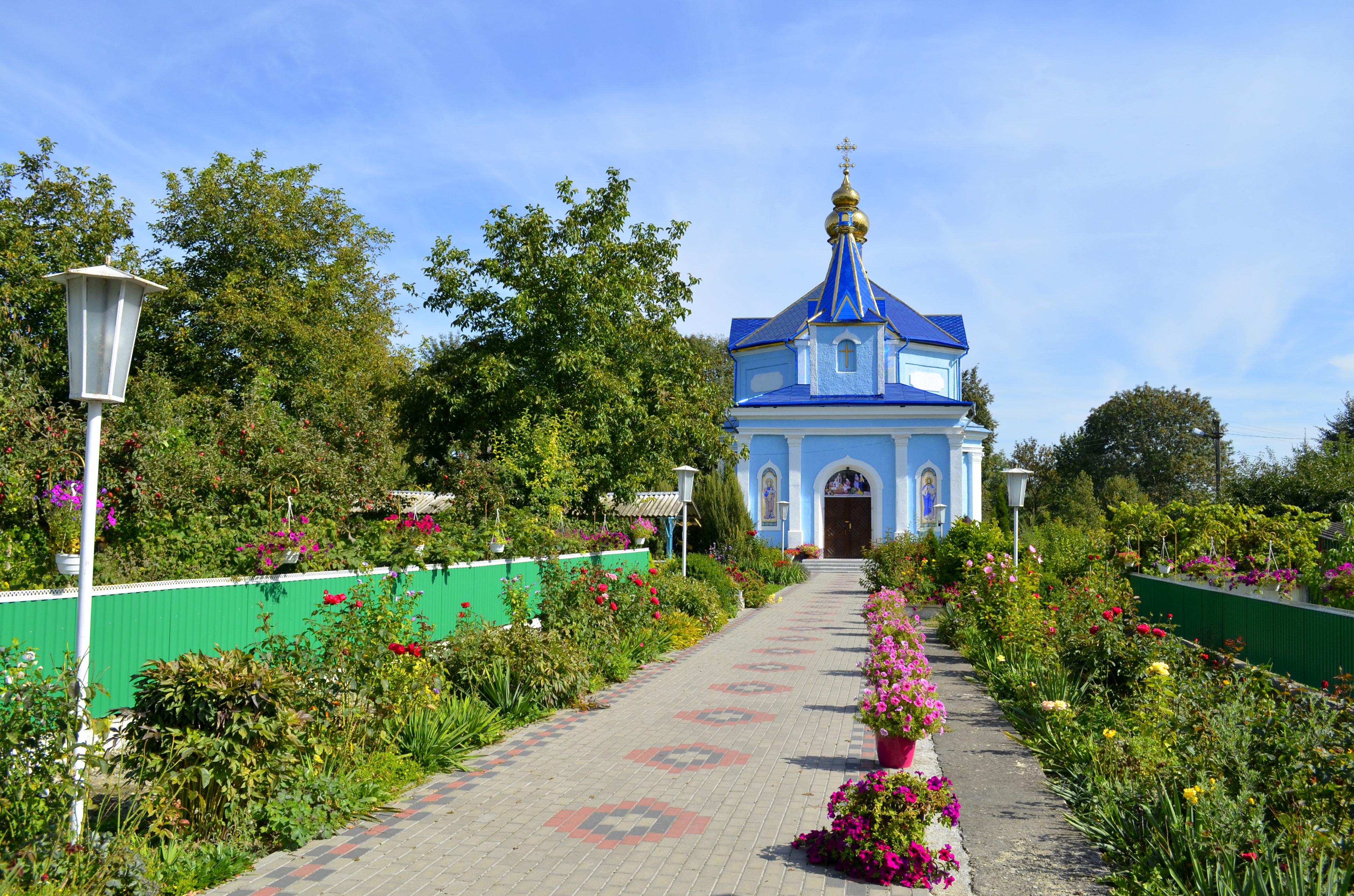
Різдво-Богородицька церква
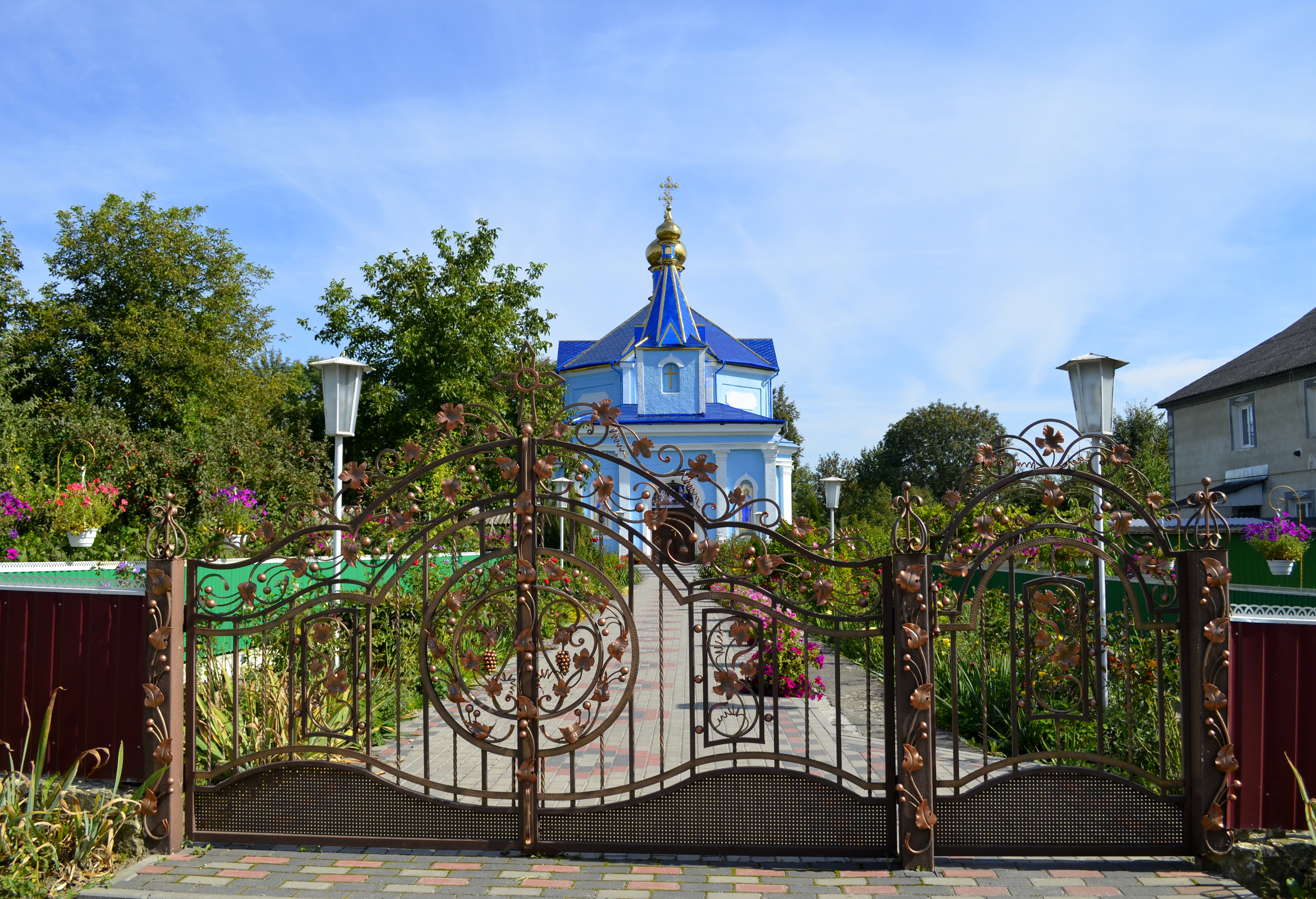
Різдво-Богородицька церква православна
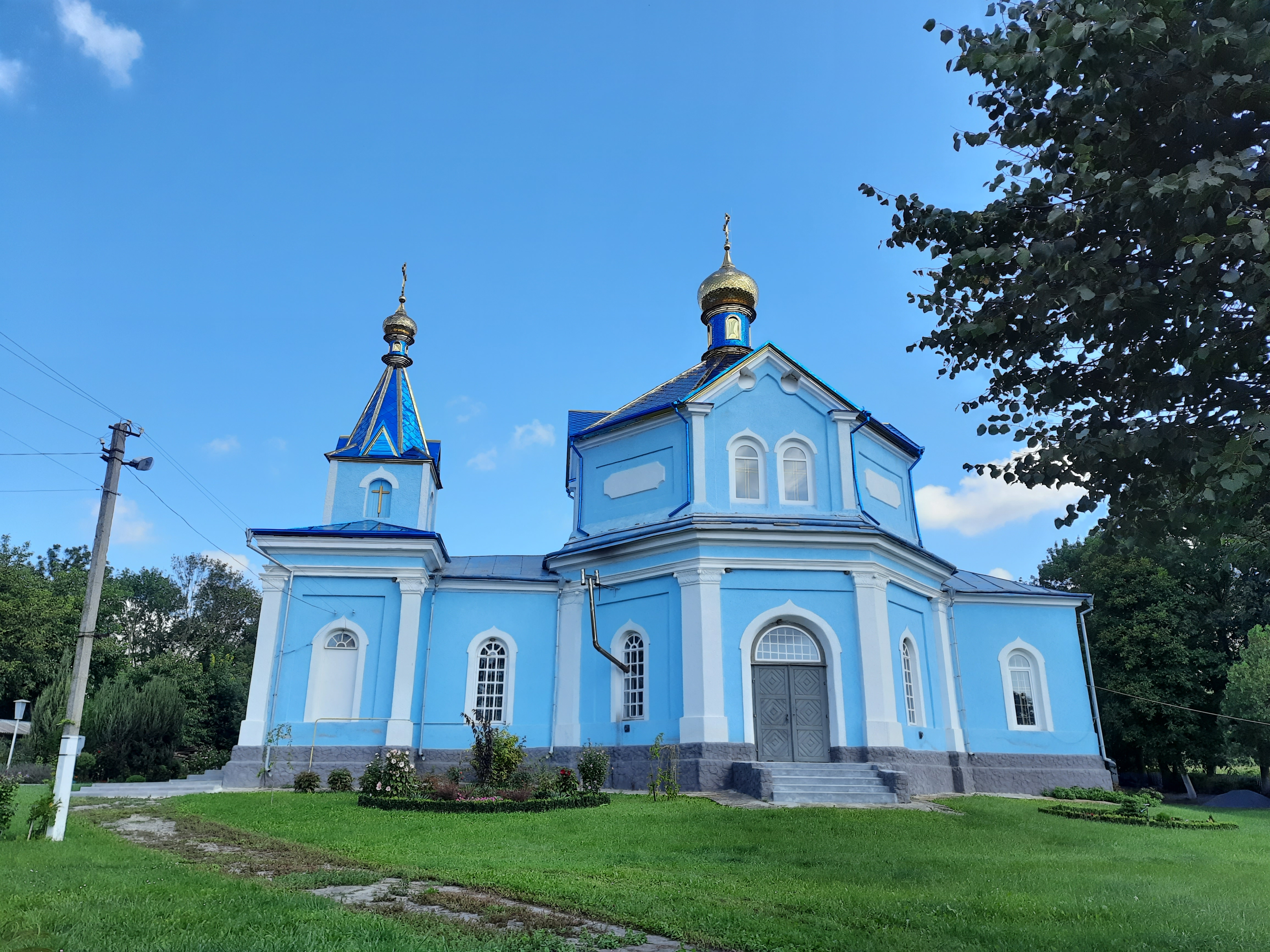
Церква Різдва Богородиці
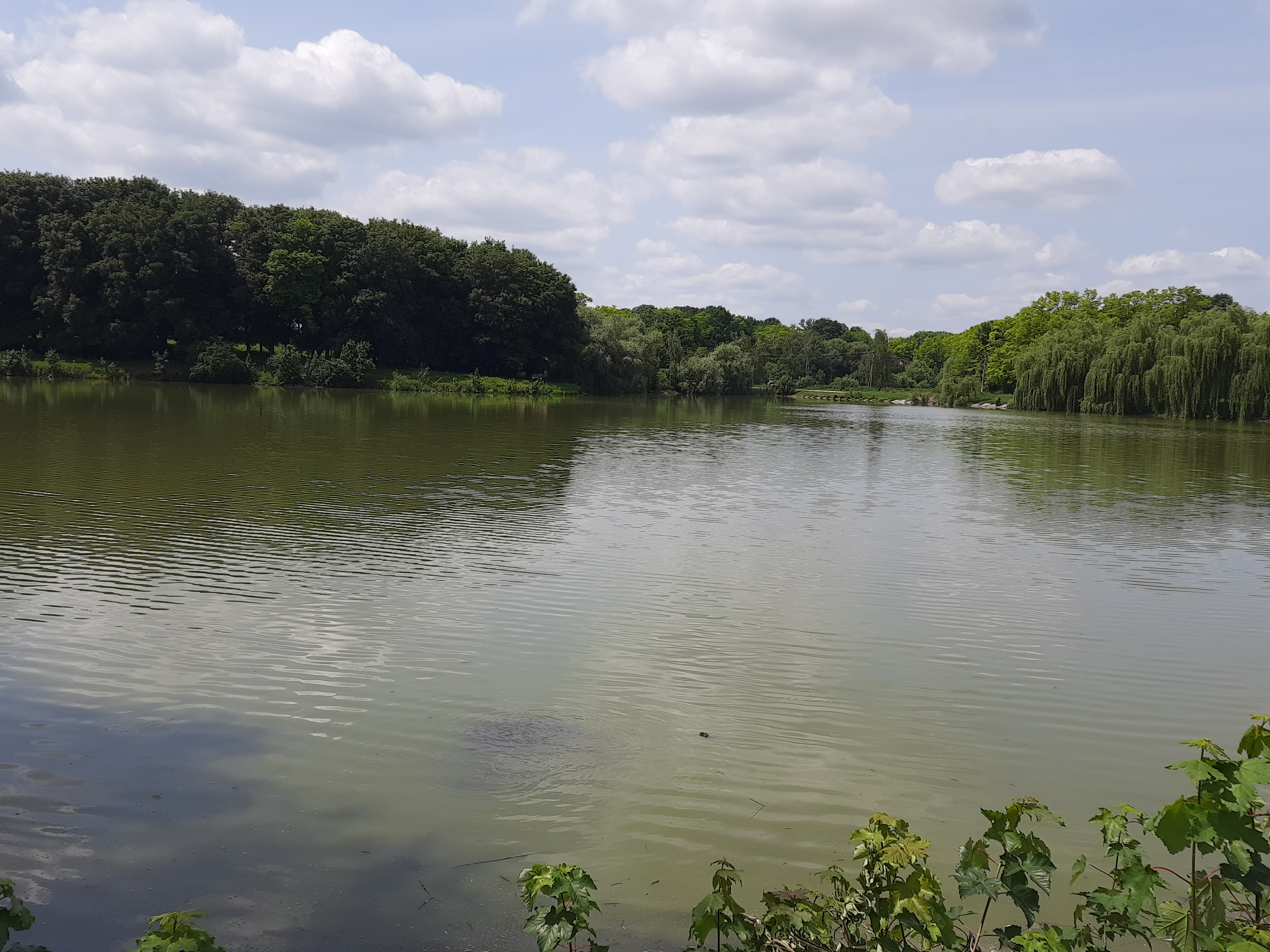
Став біля села